# Richmond (Califórnia)
Richmond é uma cidade localizada no estado norte-americano da Califórnia, na parte oeste do condado de Contra Costa. Foi incorporada em 7 de agosto de 1905.
É um subúrbio residencial de São Francisco, bem como um local de indústria pesada, o qual tem passado por mudanças na economia comercial e de serviços desde 1970.

## História
A área de Richmond foi primeiramente habitada por índios a cerca de 5000 anos atrás. Edmund Randolph, originário de Richmond, Virgínia, representou a cidade de São Francisco na primeira legislatura da Califórnia, que aconteceu em Dezembro de 1849 em San Jose. Ele se tornou "deputado estadual" de São Francisco. Sua lealdade o fez seguir a carreira federal, mais tarde em 1854 quando estava mapeando a Baía de São Francisco ele nomeou um mapa costal de "Ponto Richmond" e mais tarde de "Richmond", daí veio o nome da cidade.

## Geografia
Richmond está localizada em 37° 56′ 09″ N, 122° 20′ 52″ O.
De acordo com o United States Census Bureau, a cidade tem uma área de 135,9 km², onde 77,9 km² estão cobertos por terra e 58 km² por água.
A cidade faz fronteira no sudoeste com a baía de São Francisco e no noroeste com a baía de São Paulo. Nela também encontram-se 100% da Ilha brooks e das Ilhas Brother e 50% da Ilha Red Rock.

## Demografia
Segundo o censo nacional de 2010, a sua população é de 103 701 habitantes e sua densidade populacional é de 1 331,53 hab/km². Possui 39 328 residências, que resulta em uma densidade de 504,98 residências/km².

## Marcos históricos
A relação a seguir lista as 12 entradas do Registro Nacional de Lugares Históricos em Richmond. O primeiro marco foi designado em 12 de fevereiro de 1971 e o mais recente em 28 de dezembro de 2020.
- Alvarado Park
- Atchison Village Defense Housing Project, Cal. 4171-x
- Chinese Shrimp Camp
- East Brother Island Light Station
- Ford Motor Company Assembly Plant
- New Hotel Carquinez
- Nystrom Elementary School-The Maritime Building
- Point Richmond Historic District
- Richmond Shipyard Number Three
- Rosie the Riveter-World War II Home Front National Historical Park
- SS Red Oak Victory (victory ship)
- Winehaven